# Municipio de Manchester (condado de Wayne)
El municipio de Manchester (en inglés: Manchester Township) es un municipio ubicado en el condado de Wayne en el estado estadounidense de Pensilvania. En el año 2000 tenía una población de 888 habitantes y una densidad poblacional de 7 personas por km².

## Geografía
El municipio de Manchester se encuentra ubicado en las coordenadas 41°48′00″N 75°06′59″O / 41.80000, -75.11639.

## Demografía
Según la Oficina del Censo en 2000 los ingresos medios por hogar en la localidad eran de $35,476 y los ingresos medios por familia eran $38,125. Los hombres tenían unos ingresos medios de $27,813 frente a los $16,125 para las mujeres. La renta per cápita para la localidad era de $15,786. Alrededor del 12,1% de la población estaban por debajo del umbral de pobreza.